# Fußball-Verbandspokal 2001/02
Über den Fußball-Verbandspokal 2001/02 wurden die Teilnehmer der 21 Landesverbände des DFB am DFB-Pokal 2002/03 ermittelt. Die Sieger der Verbandspokale waren zur Teilnahme an der ersten Runde des DFB-Pokals berechtigt. Die drei Landesverbände mit den meisten Herrenmannschaften im Spielbetrieb – Bayern, Niedersachsen und Westfalen – entsendeten zusätzlich jeweils den unterlegenen Finalisten. Somit qualifizierten sich 24 Amateurvereine über die Verbandspokale für den nationalen Pokalwettbewerb.

## Endspielergebnisse
Die Tabelle gibt eine Übersicht über die Verbandspokal-Endspiele der Saison 2001/02. Die Abkürzungen hinter den Vereinsnamen stehen für die Spielklassenzugehörigkeit der gleichen Saison: RL = Regionalliga, OL = Oberliga, VL = Verbandsliga, LL = Landesliga.
| Verbandspokal-Endspiele (Saison 2001/2002) |                              |                                   |                                      |                      |
| Verband | Pokal                        | Sieger                            | Finalist                             | Ergebnis             |
| Baden | BFV-Hoepfner-Cup             | TSG 1899 Hoffenheim (RL)          | 1. FC Pforzheim (OL)                 | 4:0                  |
| Bayern 1 | Bayerischer Toto-Pokal       | FC Bayern München (Amateure) (RL) | SSV Jahn Regensburg (RL)             | 4:1                  |
| Berlin | Paul-Rusch-Pokal             | Tennis Borussia Berlin (OL)       | Füchse Berlin Reinickendorf (OL)     | 4:0                  |
| Brandenburg | FVB-Pokal                    | Eisenhüttenstädter FC Stahl (OL)  | Frankfurter FC Viktoria (VL)         | 2:1                  |
| Bremen | Roland-Pokal                 | SV Werder Bremen (Amateure) (RL)  | FC Oberneuland (OL)                  | 5:0                  |
| Hamburg | Oddset-Pokal                 | USC Paloma Hamburg (LL)           | SC Victoria Hamburg (VL)             | 0:0 n. V., 4:3 i. E. |
| Hessen | HFV-Pokal                    | Kickers Offenbach (RL)            | SC Neukirchen (OL)                   | 1:0 n. V.            |
| Mecklenburg-Vorpommern | Mecklenburg-Vorpommern-Pokal | FC Schönberg 95 (OL)              | Hansa Rostock (Amateure) (OL)        | 3:1                  |
| Mittelrhein | Netcologne-Cup               | Alemannia Aachen (Amateure) (OL)  | FC Wegberg-Beeck (OL)                | 2:0                  |
| Niederrhein | ARAG-Pokal                   | Rot-Weiss Essen (RL)              | SV Straelen (VL)                     | 4:2                  |
| Niedersachsen 1 | NFV-Pokal                    | VfL Wolfsburg (Amateure) (OL)     | SV Concordia Ihrhove (OL)            | 2:0                  |
| Rheinland | Oddset-Pokal                 | FSV Salmrohr (OL)                 | TuS Koblenz (OL)                     | 2:1                  |
| Saarland | Saarlandpokal                | 1. FC Saarbrücken (Amateure) (VL) | FV Eppelborn (VL)                    | 3:1                  |
| Sachsen | Sachsenpokal                 | FC Erzgebirge Aue (RL)            | FSV Zwickau (OL)                     | 1:1 n. V., 5:4 i. E. |
| Sachsen-Anhalt | Sachsen-Anhalt-Pokal         | Hallescher FC (OL)                | FC Grün-Weiß Wolfen (VL)             | 3:1                  |
| Schleswig-Holstein | SHFV-Pokal                   | Holstein Kiel (RL)                | Heider SV (OL)                       | 1:0                  |
| Südbaden | Peterstaler-Pokal            | Bahlinger SC (OL)                 | FC Rastatt 04 (VL)                   | 1:0                  |
| Südwest | Oddset-Pokal                 | 1. FSV Mainz 05 (Amateure) (OL)   | 1. FC Kaiserslautern (Amateure) (RL) | 3:0                  |
| Thüringen | Oddset-Pokal                 | FC Rot-Weiß Erfurt (RL)           | FC Carl Zeiss Jena (OL)              | 2:2 n. V., 5:3 i. E. |
| Westfalen 1 | Kronen-Pilsener-Pokal        | SC Paderborn 07 (RL)              | Sportfreunde Siegen (RL)             | 3:1                  |
| Württemberg | WFV-Pokal                    | VfR Aalen (RL)                    | VfB Stuttgart (Amateure) (RL)        | 2:0                  |
| 1 Aus den drei Landesverbänden mit den meisten Herrenmannschaften im Spielbetrieb (Bayern, Niedersachsen, Westfalen) nahm zusätzlich der unterlegene Pokalfinalist teil. |                              |                                   |                                      |                      |

## Quelle
- Deutscher Sportclub für Fußball-Statistiken (Hrsg.): Deutschlands Fußball in Zahlen 2001/2002, Agon-Sportverlag, Kassel, 2002, ISBN 3-89784-216-5